# Mannschaftskader der I liga (Schach) 1975
Die Liste der Mannschaftskader der I liga (Schach) 1975 enthält alle Spieler, die in der I liga der polnischen Mannschaftsmeisterschaft im Schach 1975 mindestens einmal eingesetzt wurden, mit ihren Ergebnissen.

## Allgemeines
Während Start Lublin und Legion Warszawa in allen Wettkämpfen die gleichen sechs Spieler einsetzten, spielten bei Kolejarz Katowice zehn Spieler mindestens eine Partie. Insgesamt kamen 78 Spieler zum Einsatz, von 31 keinen Wettkampf versäumten.
Punktbester Spieler war Aleksander Sznapik (Legion Warszawa) mit 9 Punkten aus 10 Partien. Hanna Ereńska-Radzewska (Pocztowiec Poznań), Henryk Dobosz und Zdzisław Wojcieszyn (beide Start Lublin) erreichten je 7,5 Punkte aus 10 Partien. Stanisław Gawlikowski (Polonia Warszawa) gewann seine einzige Partie und erreichte damit als einziger Spieler 100 %.

## Legende
Die nachstehenden Tabellen enthalten folgende Informationen:
- Nr.: Ranglistennummer; ein zusätzliches „W“ bezeichnet Frauen
- Titel: FIDE-Titel zum Zeitpunkt des Turniers; IM = Internationaler Meister, WIM = Internationale Meisterin der Frauen
- Elo: Elo-Zahl vom 1. Januar 1975; bei Spielern ohne Elo-Zahl ist die nationale Wertung eingeklammert angegeben
- Pkt.: Anzahl der erreichten Punkte
- Partien: Anzahl der gespielten Partien

## KS Maraton Warszawa
| Nr. | Titel | Name                     | Elo    | Pkt. | Partien |
| --- | ----- | ------------------------ | ------ | ---- | ------- |
| 1   | IM    | Włodzimierz Schmidt      | 2465   | 6    | 10      |
| 2   |       | Aleksander Sznapik       | 2330   | 9    | 10      |
| 3   | IM    | Romuald Grąbczewski      | 2395   | 5    | 7       |
| 4   |       | Stefan Witkowski         | 2345   | 5    | 9       |
| 5   |       | Andrzej Adamski          | (2241) | 4,5  | 6       |
| 6   |       | Marian Ziembiński        | (2133) | 4,5  | 6       |
| 7   |       | Wojciech Ehrenfeucht     | (2134) | 0,5  | 1       |
| 8   |       | Jacek Marks              | (1900) | 0    | 1       |
| W1  |       | Elżbieta Kowalska-Lipska | 2000   | 6    | 10      |

## KS Start Katowice
| Nr. | Titel | Name                 | Elo    | Pkt. | Partien |
| --- | ----- | -------------------- | ------ | ---- | ------- |
| 1   |       | Jacek Bielczyk       | (2299) | 5    | 10      |
| 2   |       | Karol Pinkas         | 2330   | 6    | 10      |
| 3   |       | Zbigniew Hurnik      | (2112) | 6    | 10      |
| 4   |       | Jan Widera           | (2090) | 3,5  | 9       |
| 5   |       | Jan Przewoźnik       | (2000) | 2,5  | 6       |
| 6   |       | Zbigniew Kardyś      | (1900) | 3,5  | 5       |
| W1  | WIM   | Krystyna Radzikowska | 2160   | 5,5  | 10      |

## KS Anilana Łódź
| Nr. | Titel | Name               | Elo    | Pkt. | Partien |
| --- | ----- | ------------------ | ------ | ---- | ------- |
| 1   |       | Witold Balcerowski | 2365   | 5    | 10      |
| 2   |       | Tadeusz Żółtek     | 2345   | 3,5  | 9       |
| 3   |       | Jan Łachut         | (2053) | 1,5  | 5       |
| 4   |       | Waldemar Świć      | (2110) | 5    | 10      |
| 5   |       | Zbigniew Bator     | (2118) | 3    | 6       |
| 6   |       | Romuald Grzelak    | (2082) | 0    | 1       |
| 7   |       | Tomasz Rakowiecki  | (2000) | 7    | 9       |
| W1  |       | Grażyna Szmacińska | (1986) | 7    | 10      |

## MKS Start Lublin
| Nr. | Titel | Name                | Elo    | Pkt. | Partien |
| --- | ----- | ------------------- | ------ | ---- | ------- |
| 1   | IM    | Krzysztof Pytel     | 2420   | 4    | 10      |
| 2   | IM    | Andrzej Sydor       | 2395   | 5    | 10      |
| 3   |       | Zbigniew Jamroz     | 2260   | 4,5  | 10      |
| 4   |       | Henryk Dobosz       | (2205) | 7,5  | 10      |
| 5   |       | Zdzisław Wojcieszyn | (2014) | 7,5  | 10      |
| W1  | WIM   | Bożena Pytel        | 2065   | 4    | 10      |

## KS Kolejarz Katowice
| Nr. | Titel | Name                  | Elo    | Pkt. | Partien |
| --- | ----- | --------------------- | ------ | ---- | ------- |
| 1   | IM    | Bogdan Śliwa          | 2370   | 4,5  | 7       |
| 2   |       | Ryszard Skrobek       | (2129) | 4,5  | 10      |
| 3   |       | Wiesław Judycki       | (2051) | 4,5  | 9       |
| 4   |       | Janusz Szałajdewicz   | (2081) | 5    | 9       |
| 5   |       | Hubert Wilczek        | (2027) | 1    | 2       |
| 6   |       | Tadeusz Kapusta       | (1961) | 0,5  | 3       |
| 7   |       | Józef Mróz            | (2000) | 0    | 1       |
| 8   |       | Jan Kubik             | (1900) | 5,5  | 9       |
| W1  |       | Aleksandra Szpakowska | (1800) | 2,5  | 5       |
| W2  |       | Iwona Świecik         | (1600) | 2,5  | 5       |

## KS Łączność Bydgoszcz
| Nr. | Titel | Name                       | Elo    | Pkt. | Partien |
| --- | ----- | -------------------------- | ------ | ---- | ------- |
| 1   |       | Andrzej Maciejewski        | 2380   | 6,5  | 10      |
| 2   |       | Jerzy Pokojowczyk          | 2315   | 3    | 10      |
| 3   |       | Julian Gralka              | (2178) | 6,5  | 10      |
| 4   |       | Waldemar Jagodziński       | (2022) | 3    | 8       |
| 5   |       | Grzegorz Chrapkowski       | (2141) | 6    | 9       |
| 6   |       | Wiesław Czerniakow         | (2094) | 1    | 3       |
| W1  |       | Lidia Fentzel-Turczynowicz | (1761) | 1    | 5       |
| W2  |       | Hanna Jagodzińska          | (1600) | 3    | 5       |

## KKS Polonia Warszawa
| Nr. | Titel | Name                  | Elo    | Pkt. | Partien |
| --- | ----- | --------------------- | ------ | ---- | ------- |
| 1   |       | Władysław Schinzel    | 2350   | 2,5  | 9       |
| 2   |       | Adam Kuligowski       | 2340   | 6    | 10      |
| 3   |       | Stanisław Gawlikowski | (2068) | 4,5  | 9       |
| 4   |       | Robert Bugajski       | (1967) | 1,5  | 5       |
| 5   |       | Zbigniew Czajka       | (2131) | 2    | 3       |
| 6   |       | Ryszard Orłowski      | (2100) | 3    | 6       |
| 7   |       | Zenon Autowicz        | (2085) | 4,5  | 8       |
| W1  |       | Iwona Jezierska       | (1600) | 4    | 10      |

## KKS Lech Poznań
| Nr. | Titel | Name               | Elo    | Pkt. | Partien |
| --- | ----- | ------------------ | ------ | ---- | ------- |
| 1   | IM    | Zbigniew Doda      | 2390   | 6,5  | 10      |
| 2   |       | Ryszard Bernard    | 2380   | 6,5  | 10      |
| 3   |       | Ignacy Nowak       | 2275   | 6    | 10      |
| 4   |       | Bogdan Pietrusiak  | 2300   | 6,5  | 10      |
| 5   |       | Czesław Kędziora   | (1900) | 1    | 4       |
| 6   |       | Tadeusz Zieliński  | (1900) | 1    | 3       |
| 7   |       | Waldemar Krych     | (1900) | 0,5  | 3       |
| W1  |       | Danuta Adamczewska | (1712) | 3    | 10      |

## WKSz Legion Warszawa
| Nr. | Titel | Name                  | Elo    | Pkt. | Partien |
| --- | ----- | --------------------- | ------ | ---- | ------- |
| 1   |       | Jan Adamski           | 2415   | 5,5  | 10      |
| 2   | IM    | Andrzej Filipowicz    | 2405   | 4    | 10      |
| 3   |       | Rafał Marszałek       | 2350   | 6    | 10      |
| 4   |       | Anatol Łokasto        | (2129) | 4    | 10      |
| 5   |       | Bogusław Borysiak     | (2000) | 5,5  | 10      |
| W1  | WIM   | Mirosława Litmanowicz | 2115   | 3    | 10      |

## FKS Avia Świdnik
| Nr. | Titel | Name              | Elo    | Pkt. | Partien |
| --- | ----- | ----------------- | ------ | ---- | ------- |
| 1   |       | Zbigniew Szymczak | 2390   | 3    | 10      |
| 2   |       | Zbigniew Księski  | (2120) | 4,5  | 10      |
| 3   |       | Tadeusz Lipski    | (2127) | 3    | 10      |
| 4   |       | Michał Praszak    | (2028) | 5    | 10      |
| 5   |       | Romuald Izdebski  | (1900) | 2    | 5       |
| 6   |       | Tomasz Murat      | (1972) | 1    | 5       |
| W1  |       | Anna Jurczyńska   | 2090   | 3    | 4       |
| W2  |       | Irena Kasprzyk    | 2045   | 3    | 6       |

## MZKS Pocztowiec Poznań
| Nr. | Titel | Name                    | Elo    | Pkt. | Partien |
| --- | ----- | ----------------------- | ------ | ---- | ------- |
| 1   |       | Włodzimierz Kruszyński  | 2270   | 4,5  | 10      |
| 2   |       | Adam Mięsowicz          | (1941) | 2    | 10      |
| 3   |       | Włodzimierz Kałużny     | (2028) | 3    | 8       |
| 4   |       | Bogdan Sołtys           | (1900) | 2    | 10      |
| 5   |       | Lech Tarkowski          | (1900) | 1,5  | 7       |
| 6   |       | Tadeusz Dziadykiewicz   | (1900) | 0,5  | 5       |
| W1  | WIM   | Hanna Ereńska-Radzewska | 2155   | 7,5  | 10      |

## KS Hutnik Nowa Huta
Die Mannschaft wurde vor Turnierbeginn zurückgezogen.